# Mândrești-Munteni, Vrancea
Mândrești-Munteni este o localitate componentă a municipiului Focșani din județul Vrancea, Muntenia, România.